# Paràmetre d'ubicació
A les estadístiques, un paràmetre d'ubicació d'una distribució de probabilitat és un paràmetre de valor escalar o vectorial {\displaystyle x_{0}}, que determina la "ubicació" o el desplaçament de la distribució. A la literatura d'estimació de paràmetres d'ubicació, es troba que les distribucions de probabilitat amb aquest paràmetre es defineixen formalment d'una de les maneres equivalents següents:
- ja sigui com a funció de densitat de probabilitat o funció de massa de probabilitat {\displaystyle f(x-x_{0})};[1] o
- amb una funció de distribució acumulada {\displaystyle F(x-x_{0})};[2] o
- es defineix com a resultat de la transformació de variables aleatòries {\displaystyle x_{0}+X}, on {\displaystyle X} és una variable aleatòria amb una distribució determinada, possiblement desconeguda.[3]

Un exemple directe d'un paràmetre d'ubicació és el paràmetre {\displaystyle \mu } de la distribució normal. Per veure això, tingueu en compte que la funció de densitat de probabilitat {\displaystyle f(x|\mu ,\sigma )} d'una distribució normal {\displaystyle {\mathcal {N}}(\mu ,\sigma ^{2})} pot tenir el paràmetre {\displaystyle \mu } descomptat i s'escriu com:
{\displaystyle g(y-\mu |\sigma )={\frac {1}{\sigma {\sqrt {2\pi }}}}e^{-{\frac {1}{2}}\left({\frac {y}{\sigma }}\right)^{2}}}
complint així la primera de les definicions anteriors.
La definició anterior indica, en el cas unidimensional, que si {\displaystyle x_{0}} augmenta, la densitat de probabilitat o funció de massa es desplaça rígidament cap a la dreta, mantenint la seva forma exacta.
També es pot trobar un paràmetre d'ubicació a les famílies que tenen més d'un paràmetre, com ara les famílies d'escala d'ubicació. En aquest cas, la funció de densitat de probabilitat o funció de massa de probabilitat serà un cas especial de la forma més general
{\displaystyle f_{x_{0},\theta }(x)=f_{\theta }(x-x_{0})}
on {\displaystyle x_{0}} és el paràmetre d'ubicació, θ representa paràmetres addicionals i {\displaystyle f_{\theta }} és una funció parametritzada en els paràmetres addicionals.

## Definició[4]
Deixar {\displaystyle f(x)} sigui qualsevol funció de densitat de probabilitat i sigui {\displaystyle \mu } i {\displaystyle \sigma >0} ser qualsevol constant donada. Després la funció
{\displaystyle g(x|\mu ,\sigma )={\frac {1}{\sigma }}f\left({\frac {x-\mu }{\sigma }}\right)}
és una funció de densitat de probabilitat.
Aleshores, la família d'ubicacions es defineix de la següent manera:
Sigui {\displaystyle f(x)} qualsevol funció de densitat de probabilitat. Llavors la família de funcions de densitat de probabilitat {\displaystyle {\mathcal {F}}=\{f(x-\mu ):\mu \in \mathbb {R} \}} s'anomena família d'ubicacions amb funció de densitat de probabilitat estàndard {\displaystyle f(x)}, on {\displaystyle \mu } s'anomena el paràmetre d'ubicació de la família.